# Neolophonotus raymondi
Neolophonotus raymondi är en tvåvingeart som beskrevs av Jason Gilbert Hayden Londt 1987. Neolophonotus raymondi ingår i släktet Neolophonotus och familjen rovflugor. Inga underarter finns listade i Catalogue of Life.